# Claudine Rinner
Claudine Rinner (n. 1965) este o astronomă amatoare franceză. De la domiciliul său din Ottmarsheim
(Alsacia), ea observă cerul și astrele cu un telescop automatizat de 500 mm situat în Atlasul marocan. Ea a descoperit 3 comete, iar Minor Planet Center o creditează cu descoperirea a 159 de asteroizi numerotați (și a altor câteva mii nenumerotați), efectuată între 2003 și 2016, dintre care 40 în colaborare cu François Kugel.
| 90533 Laurentblind    | 28 martie 2004    |
| 120375 Kugel          | 10 august 2005    |
| 128627 Ottmarsheim    | 6 septembrie 2004 |
| 133892 Benkhaldoun    | 7 septembrie 2004 |
| 145566 Andreasphilipp | 25 iulie 2006     |
| 158913 Kreider        | 9 septembrie 2004 |
| 164587 Taesch         | 17 iulie 2007     |
| 184318 Fosanelli      | 2 aprilie 2005    |
| 200020 Cadi Ayyad     | 14 iulie 2007     |
| 214485 Dupouy         | 26 octombrie 2005 |
| 355022 Triman         | 31 august 2006    |
| 355029 Herve          | 1 septembrie 2006 |

## Observatorul MOSS
Telescopul MOSS (MOSS fiind acronimul sintagmei Morocco Oukaimeden Sky Survey) este o contribuție a astronomei Claudine Rinner, a Société Jurassienne d'Astronomie și a Laboratoire de Physique des Hautes Énergies et Astrophysique (LPHEA) al Universității Cadi Ayyad din Marrakech.
Este situat în Parcul Național Toubkal, la o altitudine de 2.750 de metri, în apropiere de localitatea Oukaimeden.
Telescopul de tip Newton are o oglindă primară de 500 mm, cu deschidere la f/3. A fost inaugurat la 5 octombrie 2011.

## Comete descoperite de Claudine Rinner
| Nume               | Descoperită la    | Note |
| ------------------ | ----------------- | ---- |
| P/2011 W2 (Rinner) | 28 noiembrie 2011 | ·    |
| C/2012 CH17 (MOSS) | 14 februarie 2012 | ·    |
| P/2013 CE31 (MOSS) | 5 februarie 2013  | ·    |

## Asteroizi notabili
- 2011 VP12

## Onoruri
Uniunea Astronomică Internațională i-a dedicat Claudinei Rinner asteroidul 23999 Rinner. Ea a primit Premiul Edgar-Wilson, în 2013, pentru descoperirea cometelor MOSS.